# NGC 7046
NGC 7046 is een balkspiraalstelsel in het sterrenbeeld Veulen. Het hemelobject werd op 10 oktober 1790 ontdekt door de Duits-Britse astronoom William Herschel.

## Synoniemen
- UGC 11708
- MCG 0-54-9
- ZWG 375.20
- IRAS 21123+0237
- PGC 66407